# Euphorbia segetalis
Espèce
L’Euphorbe des moissons (Euphorbia segetalis) est une espèce de plante herbacée méditerranéenne de la famille des Euphorbiacées.
La floraison a lieu d'avril à octobre.

## Liste des sous-espèces et variétés
Selon Tropicos (10 octobre 2015) (Attention liste brute contenant possiblement des synonymes) :
- Euphorbia segetalis subsp. linifolia (Nath. ex L.) Oudejans
- Euphorbia segetalis var. litoralis Lange
- Euphorbia segetalis var. longibracteata (DC.) Boiss.
- Euphorbia segetalis var. pinea (L.) Lange
- Euphorbia segetalis var. portlandica (L.) Fiori
- Euphorbia segetalis var. segetalis
- Euphorbia segetalis var. taurica (Besser) Steud.